# Hagnagora jamaicensis
Hagnagora jamaicensis es una especie de polilla de la familia de las geométridas. Habita en Jamaica.
En contraste a otras polillas del clado mortipax, esta especie muestra una muy estrecha banda transversal de color blanco crema en las alas anteriores. Las estrías de la parte inferior del ala posterior son reducida en comparación con las de Hagnagora mortipax y Hagnagora acothysta.